# Ganj-i-Sawai
Le Ganj-i-Sawai est un boutre ganja de commerce armé 62 canons de l'Empire moghol. En 1695, sous le règne d'Aurangzeb, il est capturé par le pirate Henry Avery avec son trésor.

## Carrière
Le Ganj-i-Sawai est commandé en 1616 sur ordre de l'impératrice Mariam uz-Zamani, arrière-grand-mère d'Aurengzeb, après la perte du Rahimi capturé par les portugais. Conçu pour porter 62 canons et être plus grand que le Rahimi, il est construit en seulement deux ans,. 
Le navire transporte les marchandises entre son port d'attache, Surate et le Yémen pour y faire le commerce et revenir avec de l'or et de l'argent. Il transporte également les pèlerins musulmans vers La Mecque et pour leur retour,.
En juillet-août 1695, le Ganj-i-Sawai, fait partie d'une flotte marchande de 25 navires de retour vers l'Inde. Il transporte 600 pèlerins, 400 mousquetaires et une riche cargaison. Prévenu, une flotte pirate de cinq navires aux ordres de Henry Avery prend le convoi en chasse. Le 7 septembre 1695, le vaisseau est attaqué par la Fancy. Le navire moghol tente de résister avec ses 62 canons mais est finalement capturé,. Henry Avery s'empare du butin estimé à 85 millions de livres sterlings de nos jours.
En réponse à la capture de Ganj-i-Sawai, l'empereur moghol Aurangzeb envoie son armée dans cinq ports clés du commerce anglais en Inde (Bombay, Surat, Broach, Agra et Ahmedabad) pour les fermer. Aurangzeb coupe effectivement le commerce anglais avec l'Inde en refusant de rouvrir les ports tant qu'Henry Every ne serait pas arrêté et exécuté pour ses crimes. La Compagnie britannique des Indes orientales se réconcilie avec l'empereur moghol en compensant entièrement ses pertes et accepte une demande d'indemnisation de 350 000 £, bien que les autorités mogholes aient exigé que ce montant soit doublé. Le désir de voir Every exécuté conduit à la première chasse à l'homme véritablement mondiale de l'histoire, bien que lui et la majorité de son équipage n'aient jamais pu être arrêtés. Six membres de son équipage ont tout de même été capturés, jugés et exécutés, bien qu'ils ne soient pas reconnus coupables de la prise de Ganj-i-Sawai, mais plutôt d'un autre navire.

## Culture populaire
La prise du trésor du Ganj-i-Sawai occupent une place importante dans le jeu vidéo Uncharted 4: A Thief's End, sorti en 2016,.

## Galerie

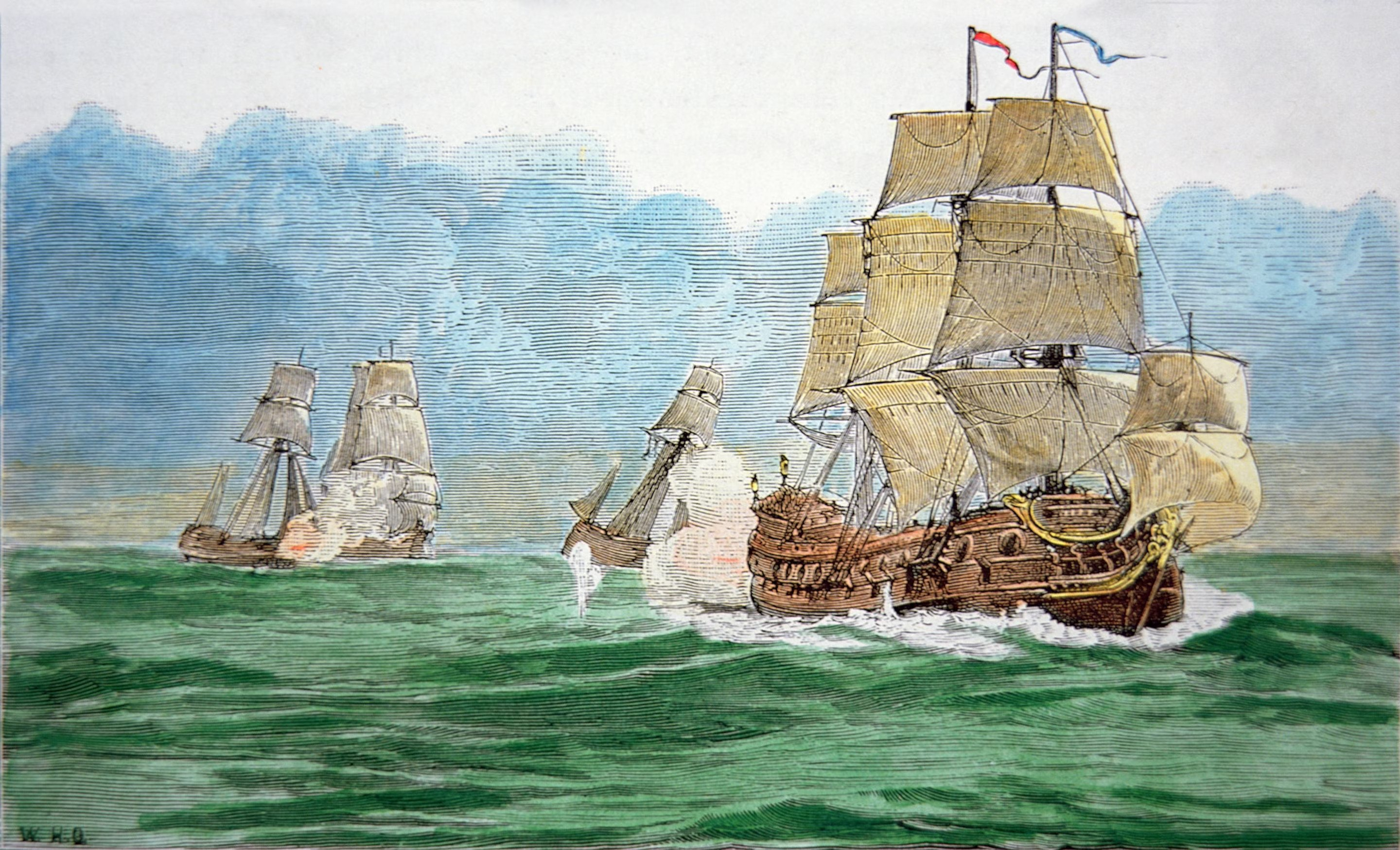
Ganj-i-Sawai pris en chasse par la flotte pirate d'Every. Le Ganj-i-Sawai est dépeint par erreur comme un Indiaman.
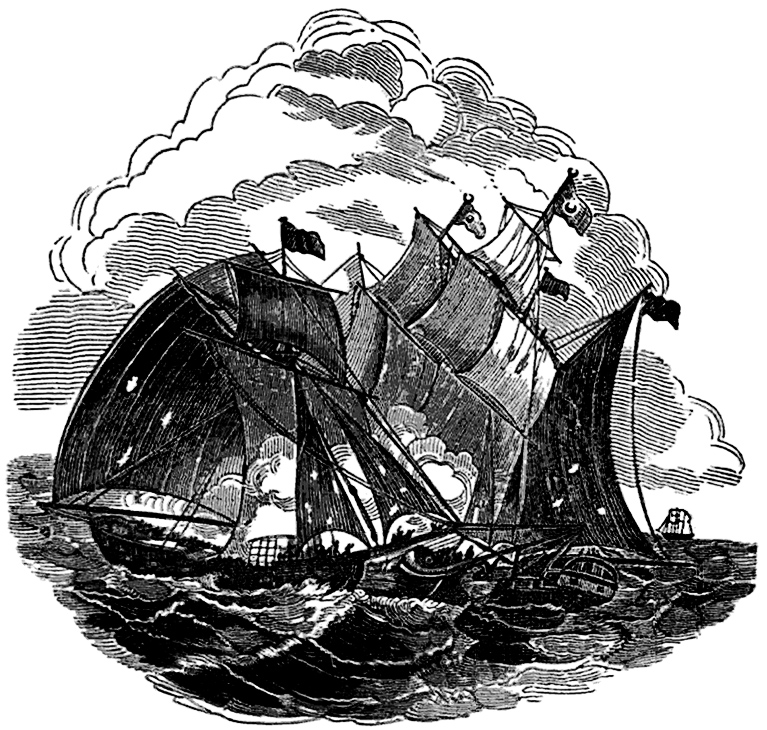
Illustration de l'attaque du Ganj-i-Sawai (au centre).
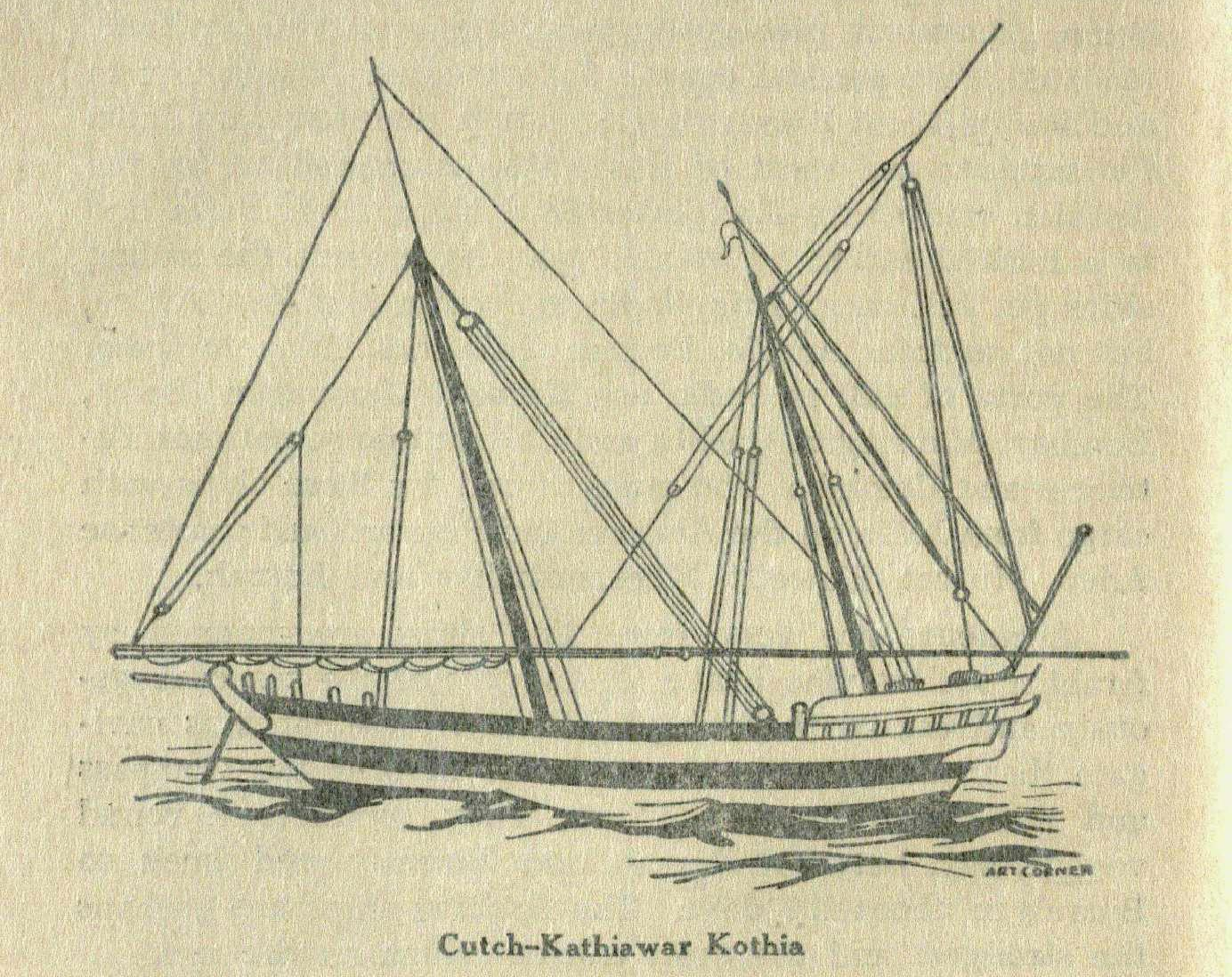
Un Ghanja indien. Le Ganj-i-Sawai devait être similaire à ce type de navire.